# Зелена Роща (Краснозерський район)
Зелена Роща (рос. Зелёная Роща) — селище у Краснозерському районі Новосибірської області Російської Федерації.
Входить до складу муніципального утворення Октябрська сільрада. Населення становить 171 особа (2010).

## Історія
Згідно із законом від 2 червня 2004 року органом місцевого самоврядування є Октябрська сільрада.

## Населення
| 2002 | 2007 | 2010 |
| ---- | ---- | ---- |
| 222  | ↘207 | ↘171 |